# Rajd Firestone 1974
Rajd Firestone 1974 (8. Rallye Firestone) – 8 edycja rajdu samochodowego Rajd Firestone rozgrywanego w Hiszpanii. Rozgrywany był od 29 do 31 marca  1974 roku. Była to czwarta runda Rajdowych Mistrzostw Europy w roku 1974 oraz piąta runda Rajdowych Mistrzostw Hiszpanii.

## Klasyfikacja rajdu
| Miejsce                      | Kierowca                     | Pilot                        | Samochód                     | Czas                         | Strata                       |                              |
| Klasyfikacja generalna i ERC | Klasyfikacja generalna i ERC | Klasyfikacja generalna i ERC | Klasyfikacja generalna i ERC | Klasyfikacja generalna i ERC | Klasyfikacja generalna i ERC | Klasyfikacja generalna i ERC |
| ---------------------------- | ---------------------------- | ---------------------------- | ---------------------------- | ---------------------------- | ---------------------------- | ---------------------------- |
| 1.                           | Walter Röhrl                 | Jochen Berger                | Opel Ascona 1.9 SR           | 5:04:25                      | 0.0                          |                              |
| 2.                           | António Borges               | Francisco Pina de Morais     | Porsche 911 Carrera          | 5:17:14                      | +12:49                       |                              |
| 3.                           | Paul Faulkner                | Mike Broad                   | Ford Escort RS 1600 MKI      | 5:17:15                      | +12:50                       |                              |
| 4.                           | Juan Carlos Pradera          | Ricardo Comyn                | Seat 1430 / 1600             | 5:20:21                      | +15:56                       |                              |
| 5.                           | Estanislao Reverter          | Antonio Reverter             | BMW 2002                     | 5:30:20                      | +25:55                       |                              |
| 6.                           | Billy Coleman                | Dan O’Sullivan               | Ford Escort RS 1600 MKI      | 5:37:13                      | +32:48                       |                              |
| 7.                           | Fogel Roter                  | Ignacio Lewin                | Alfa Romeo 2000 GTV          | 5:50:09                      | +45:44                       |                              |
| 8.                           | Juan Carlos Oñoro            | Juan José Petisco            | Simca 1200 S                 | 5:57:51                      | +53:26                       |                              |
| 9.                           | Poul Christian Olsen         | Karsten Richardt             | BMW 2002 Ti                  | 6:03:56                      | +59:31                       |                              |
| 10.                          | Christian Gardavot           | Danielle Roux                | Alpine-Renault A110 1600     | 6:06:07                      | +1:01:42                     |                              |